# لوري لويس
لوري لويس (بالإنجليزية: Laurie Lewis)‏ (20 ديسمبر 1949 في الولايات المتحدة - ) هي لاعبة كرة طائرة الولايات المتحدة. شاركت في الألعاب الأولمبية الصيفية 1968.

## وصلات خارجية
- لوري لويس على موقع أوليمبيديا (الإنجليزية)